# Frihandelsområde
Ett frihandelsområde, eller en frihandelszon, är ett område inom vilket handel kan bedrivas fritt från tullavgifter, importkvoter eller andra asymmetriska handelspolitiska åtgärder. Om ett frihandelsområde dessutom har en gemensam handelspolitik, med till exempel gemensamma tullavgifter och importkvoter, mot omvärlden är frihandelsområdet en tullunion. Frihandelsområden inrättas normalt genom ett frihandelsavtal mellan de deltagande staterna.
En frihandelszon (engelska: Free Trade Zone eller Export Processing Zone) kan också användas som en beteckning på områden inom en stat där företag får verka med särskilt förmånliga regler. Vanligtvis innebär detta att de slipper införselavgifter och -kvoter, men det kan även innebära att företagen är befriade från skatt under begränsade perioder. Frihandelszoner finns oftast i fattigare länder och verksamheten består ofta av arbetskraftsintensiv tillverkningsindustri där arbetarna ofta jobbar mycket långa dagar med en extremt låg lön.  

## Exempel på frihandelsområden
- NAFTA-området (Kanada, Mexiko och USA)
- Andinska gemenskapen (Bolivia, Colombia, Ecuador, Peru och Venezuela)
- ASEAN (frihandelsområde)
- Europeiska frihandelssammanslutningen